# Pascuala Campos de Michelena
Pascuala Campos de Michelena (n. Sabiote, provincia de Jaén, 1938) es una arquitecta y profesora española, radicada en Pontevedra. Fue la primera catedrática de Proyectos Arquitectónicos de una universidad española, en 1995, con el trabajo Espacio y Género.

## Trayectoria

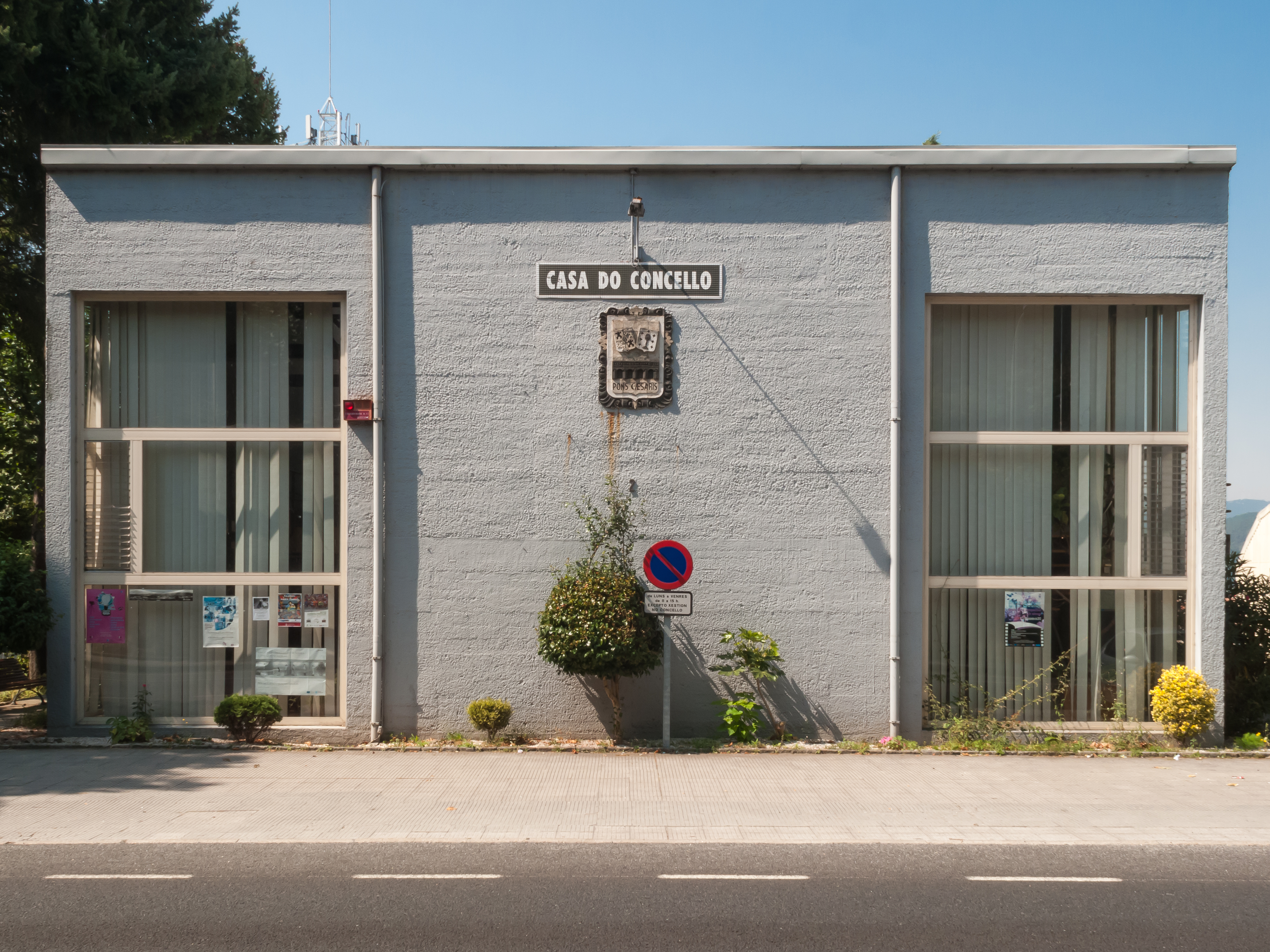
Ayuntamiento de Puentecesures

Empezó a estudiar arquitectura en Madrid pero obtuvo el título por la Escuela Técnica Superior de Arquitectura de la Universidad Politécnica de Cataluña en 1966.
Se trasladó a Pontevedra, Galicia, junto al que entonces era su marido, el también arquitecto César Portela. Mientras estuvieron casados realizaron sus obras en colaboración. Una de sus primeras obras es la casa para el párroco de Marín (1968), un atrevido prisma de hormigón sobre pilotes anexo a una iglesia barroca. Aunque la más conocida de las obras de esos primeros años es el conjunto de viviendas para gitanos en Campañó, Poyo (1971-1973), seleccionada junto a la lonja de Bueu (1971-1972) para la exposición «Arquitectura y Racionalismo. Aldo Rossi + 21 Arquitectos Españoles» itinerante por distintas ciudades españolas entre septiembre de 1975 y octubre de 1976 y vinculada a la revista «2C. Construcción de la Ciudad». Otras de sus obras de esa época son un bloque de viviendas en el polígono de Campolongo, Pontevedra (1973) y los ayuntamientos de Puentecesures, La Coruña (1973-1975) y Forcarey, Pontevedra (1974-1980).
De entre sus trabajos posteriores destaca la Escuela de formación pesquera en Arosa en 1990, vencedora de un concurso nacional y seleccionada para la muestra Lugar, Memoria e Proxecto. Galicia: 1974-1994 en Santiago de Compostela en 1995 y para la exposición Construir desde el interior, una selección de la obra de 35 arquitectas españolas en 2000 en Madrid. También es autora de varias intervenciones en el patrimonio, como la actuación en Combarro (1984), en la que interviene principalmente sobre los típicos hórreos gallegos, la restauración de la iglesia de Sabucedo y su entorno (1998), junto a Inmaculada Garcés Navarro, o la rehabilitación de su propia vivienda en Pontevedra, que conserva una fachada de 1683 frente a la iglesia de Santa María. Junto a Amparo Casares Gallego ha proyectado en 2005 un centro de día para enfermos de alzheimer en La Coruña.
Fue profesora de la Escuela Técnica Superior de Arquitectura de La Coruña durante más de veinte años; consiguiendo en 1995 ser la primera catedrática de "Proyectos Arquitectónicos", de una universidad española con el trabajo sobre Espazo e Xénero.
Llevó a cabo la mayor parte de su labor profesional en Galicia. Como colaboradora no permanente, asiste a la "Consultora Galega S.L."
Sensibilizada con el "Movimiento feminista", participa en foros sobre "Espacio y Género". Entre 1993 a 1994 codirigió el curso Urbanismo y Mujer: Nuevas visiones sobre el espacio público y privado. En el VI Congreso Iberoamericano de Ciencia, Tecnología y Género, en Zaragoza, en 2006, participó en la Mesa Redonda sobre "Experiencias y genealogías para las científicas de hoy".

## Algunas realizaciones
- 1968: casa para el párroco de Marín.[10]
- De 1971 a 1973: viviendas para gitanos en Campañó, Pontevedra, en colaboración con el arquitecto César Portela
- 1975: Ayuntamiento de Puentecesures
- 1990: Escuela de Formación Pesquera, Isla de Arosa, Pontevedra
- 1998: restauración de la Iglesia de Sabucedo (La Estrada) y su entorno. En colaboración con la arquitecta Inmaculada Garcés Navarro

### Ponencias en Congresos
- 2006. VI Congreso Iberoamericano de Ciencia, Tecnología y Género, Zaragoza: Otras arquitecturas, otros cuerpos. En Actas Libro Final pp. 63-66

- 2010. I Congreso sobre Alzheimer y Arquitectura “La Arquitectura de los Recuerdos”. Consejos prácticos para la construcción o ampliación de un centro de Alzheimer.

## Premios y reconocimientos
- 2023ː Premio del COAG (Colexio de Arquitectos de Galicia)[2][11]